# Tomás de Celano
Tomás de Celano (italiano: Tommaso da Celano; c. 1190 – 4 de octubre de 1260) fue un fraile italiano medieval de la orden de los Franciscanos (orden de los frailes menores), además fue un poeta autor de tres hagiografías sobre San Francisco de Asís.

## Biografía
Tomás nació en Celano en Abruzzo, entre 1185 y 1190 en el seno de la noble familia de los condes de los Marsos. Recibió una sólida educación en artes liberales, posiblemente en el monasterio benedictino de San Juan Bautista, cerca de Celano. Su familiaridad con la tradición monástica sugiere que pudo haber estudiado en Montecassino, Roma o Bolonia. Su primer trabajo sobre Francisco fue la Vita prima un trabajo que trata sobre los primeros años del santo, comisionado por el papa Gregorio IX en 1228 mientras que la canonización de Francisco se llevaba a cabo. El segundo trabajo, la Vita secunda fue comisionado por Crescentius de Jessi, el ministro general franciscano en el lapso entre 1244 y 1247, y refleja las perspectivas oficiales cambiantes en las décadas posteriores a la muerte del santo. El tercero es un tratado de los milagros del santo, escrito ente 1254 y 1257 y fue comisionada por John de Parma, quién sucedió a Crescentius como Ministro General.
La autoría de Tomás está bien establecida. Tomás también escribió Fregit victor virtualis y Sanctitatis nova signa en honor de Francisco. La vida de Sta. Clara de Asís, que trata los primeros años de Santa Clara de Asís, y el himno "Dies Irae" también están atribuidos a él, pero la autoría de estos dos últimos trabajos es en realidad incierta.
Tomás no fue de los primeros discípulos de Francisco, pero se unió a los franciscanos sobre 1215, durante la vida del santo, y evidentemente lo conoció personalmente. En 1221, Tomás fue enviado al Sacro Imperio Romano-Germánico con Caesarius de Espira para promover una nueva orden allí, y en 1223 fue nombrado custos unicus de la orden en la provincia de Renania, que incluía conventos en Colonia, Maguncia, Worms, y Espira. Al cabo de unos años volvió a Italia, donde se retiró durante el resto de su vida, aunque dirigió cortas misiones a Alemania. En 1260 se instaló en su último puesto, como director espiritual del convento de las Clarisas en Tagliacozzo, donde murió en algún momento entre 1260 y 1270. Fue enterrado primeramente en la iglesia de S. Giovanni Val dei Varri, conectada con su monasterio, pero su cuerpo fue reenterrado en la iglesia de S. Francesco en Tagliacozzo.

## Obras
Su obra está dividida en dos partes principalmente, en ambas busca refelejar las cualidades de Francisco, que lo muestran como un ser muy humano, débil y fuerte, pecador y arrepentido, duro consigo mismo y paciente con los demás, lento para el enojo y rápido para el perdón.
- Legenda ad usum chori (escrita alrededor de 1230)
- S. Francisci Assisensis vita et miracula
  - Vita prima S. Francisci (1228/1229): se trata de una biografía de carácter histórico
  - Vita secunda S. Francisci o Memoriale in desiderio animae (1246/1247): conocida como Memoriale, más bien hagiográfica, muestra la imagen de Francisco que la Orden franciscana quería promover.
  - Tractatus de miraculis S. Francisci (escrita entre 1247 y 1257)
- Legenda S. Clarae virginis (1255)